# Чемпионат России по самбо 2003
Чемпионат России по самбо 2003 года среди мужчин проходил в Екатеринбурге с 13 по 16 марта. В соревнованиях приняли участие 253 спортсмена. Главным судьёй соревнований был Рудольф Бабоян. В командном зачёте первенствовала сборная Пермской области.

## Медалисты
| Весовая категория | Золото                               | Серебро                          | Бронза                                                       |
| ----------------- | ------------------------------------ | -------------------------------- | ------------------------------------------------------------ |
| до 52 кг          | Схатбий Альхаов Майкоп               | Алексей Егоров Екатеринбург      | Артур Саакян Армавир Рустам Мухаметдинов Башкортостан        |
| до 57 кг          | Александр Паньков Краснокамск        | Михаил Паньков Краснокамск       | Тимур Галлямов Верхняя Пышма Николай Ожегин Урай             |
| до 62 кг          | Денис Мухин Выкса                    | Максим Симанов Нижний Новгород   | Вардан Арутюнян Екатеринбург Рустам Охтов Карачаево-Черкесия |
| до 68 кг          | Александр Караханов Пермская область | Сергей Шибанов Выкса             | Николай Менщиков Верхняя Пышма Виктор Крестьянинов Омск      |
| до 74 кг          | Руслан Сазонов Москва                | Михаил Мартынов Москва           | Сергей Жарков Выкса Заур Шхафижев Майкоп                     |
| до 82 кг          | Алексей Харитонов Заречный           | Раис Рахматуллин Нижний Новгород | Павел Шкапов Кстово Павел Астапов Верхняя Пышма              |
| до 90 кг          | Аслан Унашхотлов Нальчик             | Виктор Стороженко Владивосток    | Игорь Куринной Москва Альсим Черноскулов Верхняя Пышма       |
| до 100 кг         | Юрий Аликин Пермь                    | Сергей Смирнов Москва            | Артур Овасопян Армавир Сергей Алеханов Казань                |
| свыше 100 кг      | Мурат Хасанов Майкоп                 | Адам Делок Майкоп                | Михаил Коробейников Москва Михаил Старков Екатеринбург       |

## Командный зачёт
1. Пермский край;
2. Нижегородская область;
3. Москва;
4. Свердловская область;